# Aliivibrio
Aliivibrio é um género de bactérias da família Vibrionaceae. É um género criado recentemente, no qual foram incluídas espécies que antes estavam enquadradas no género Vibrio, tal qual sugeriam os estudos genéticos. O género provém de ambientes marinhos e apresenta bioluminescência.

## Etimologia
O nome Aliivibrio deriva do latim alius, que significa outro, diferente, e do género existente Vibrio, pelo que Aliivibrio significa "o outro Vibrio".

## Espécies
O género contém as seis espécies seguintes
- A. finisterrensis Beaz-Hidalgo et al. 2010. O nome desta espécie refere-se à Galiza, onde foi encontrada vivendo em amêijoas, dado que finisterrensis refere-se a finisterra, literalmente o fim do mundo, que era onde no mundo antigo romano se considerava que ficava a Galiza.[3]
- A. fischeri (Beijerinck 1889) Urbanczyk et al. 2007. É a espécie tipo do género. O seu nome específico deriva do cientista alemão Bernhard Fischer, um dos primeiros que estudou as bactérias bioluminescentes. Esta bactéria era bastante conhecida pelo seu nome anterior Vibrio fischeri, a qual foi muito estudada.[4]
- A. logei (Harwood et al. 1980) Urbanczyk et al. 2007. O nome logei deriva do alemão Loge (Loki), nome de um deus nórdico do lume e das travessuras. Vive em águas frias.[4]
- A. salmonicida (Egidius et al. 1986) Urbanczyk et al. 2007. O seu nome significa que mata salmões.[4] Vive em águas frias.
- A. sifiae Yoshizawa et al. 2011. A palavra sifiae deriva de Sif, o nome de uma deusa nórdica de cabelos loiros, e o nome foi escolhido para fazer reflectir a cor amarela luminescente que esta espécie produz.[5]
- A. wodanis (Lunder et al. 2000) Urbanczyk et al. 2007. Nome procedente do deus nórdico Wodan (Odin), deus das artes, da cultura, da guerra e da morte. Vive em águas frias.[4]